# Кабот (селище, Вермонт)
Кабот (англ. Cabot) — переписна місцевість (CDP) в США, в окрузі Вашингтон штату Вермонт. Населення — 235 осіб (2020).

## Географія
Кабот розташований за координатами 44°24′24″ пн. ш. 72°18′58″ зх. д. / 44.40667° пн. ш. 72.31611° зх. д. (44.406577, -72.316232).  За даними Бюро перепису населення США в 2010 році переписна місцевість мала площу 2,93 км², з яких 2,93 км² — суходіл та 0,00 км² — водойми.

## Демографія
Згідно з переписом 2010 року, у селищі мешкали 233 особи в 96 домогосподарствах у складі 62 родин. Густота населення становила 80 осіб/км².  Було 115 помешкань (39/км²).
Расовий склад населення:
| - 95,7 % — білих - 0,4 % — корінних американців - 0,4 % — азіатів |

До двох чи більше рас належало 3,4 %. Частка іспаномовних становила 0,4 % від усіх жителів.
За віковим діапазоном населення розподілялося таким чином: 26,2 % — особи молодші 18 років, 61,4 % — особи у віці 18—64 років, 12,4 % — особи у віці 65 років та старші. Медіана віку мешканця становила 39,4 року. На 100 осіб жіночої статі у селищі припадало 92,6 чоловіків;  на 100 жінок у віці від 18 років та старших — 79,2 чоловіків також старших 18 років.
Середній дохід на одне домашнє господарство  становив 57 329 доларів США (медіана — 34 167), а середній дохід на одну сім'ю — 69 950 доларів (медіана — 58 750). Медіана доходів становила 57 500 доларів для чоловіків та 47 083 долари для жінок. За межею бідності перебувало 25,2 % осіб, у тому числі 29,6 % дітей у віці до 18 років та 9,4 % осіб у віці 65 років та старших.
Цивільне працевлаштоване населення становило 71 особа. Основні галузі зайнятості: освіта, охорона здоров'я та соціальна допомога — 33,8 %, будівництво — 16,9 %, науковці, спеціалісти, менеджери — 11,3 %, публічна адміністрація — 8,5 %.